# 苯丙酮
苯丙酮是一种有机化合物，为无色、有香甜气味的液体，难溶于水，和有机溶剂混溶。

## 制备
苯丙酮可以通过丙酸和苯的FC反应制备，它也可以通过苯甲酸和丙酸在乙酸钙与氧化铝上的ketonization(酮化)反应得到，反应温度为450–550℃。
C6H5CO2H + CH3CH2CO2H → C6H5C(O)CH2CH3 + CO2 + H2O